# Pitcairnia setipetiola
Pitcairnia setipetiola là một loài thực vật có hoa trong họ Bromeliaceae. Loài này được L.B.Sm. & Betancur miêu tả khoa học đầu tiên năm 1991.